# Vallarna
Vallarna är Falkenbergs största park, ett fritidsområde nära centrum. Parken anlades från 1916 och framåt, efter initiativ av Småfåglarnas Vänner, finansierat av staden och genom enskilda bidrag.
Längs Ätrans södra strand finns strövstigar, elbelyst motionsslinga, minigolfbana, lekplats och ett mindre "zoo" för barnen. Doktorspromenaden längs ån är ett eldorado för laxfiskarna och här finns även en friluftsscen, från vilken bjuds lustspel och allsång sommartid.
Närmast Tullbron ligger den del av Vallarna, som i historisk tid ingick i ett försvarsverk, vars rester även kan ses vid brons södra fäste.[källa behövs]
Via en träbro över Garvareforsen gick här den första vägförbindelsen genom Falkenberg. Den anslöt norr om ån till Storgatan, som var stadens första genomfart. Här färdades man till en början mot söder för att nå den kustnära vägen norrut. 
Vallarna har en friluftsteater – Vallarnas friluftsteater – känd genom Stefan & Kristers uppsättningar.

### Fotnoter
1. ↑  Eric Hägge (1966). Kommunalt sekel - Falkenbergs stadsfullmäktige 1866-1965